# Rolinga
Rolinga, rollinga ou stone são os nomes de uma tribo urbana argentina baseada no fanatismo pelo The Rolling Stones e também, em segunda instância, por outros artistas de rock and roll (principalmente rock stone e rock barrial).
Teve início no aglomerado urbano da Grande Buenos Aires (formado pela cidade de Buenos Aires e sua região metropolitana) na década de 1980 e seus denominações provêm do nome da banda britânica (sendo rolinga ou rollinga castelhanizações de Rolling).
Os rolingas caracterizam-se pela sua estética parcialmente baseada no estilo desenvolvido em partes das décadas de 1960 e 1970 por Mick Jagger e Keith Richards, como usar jeans e ténis de lona, além de possuírem uma característica franja reta no meio da testa como o que o vocalista britânico teve no passado. Também adicionaram características próprias ou provenientes de outras influências, como maior desleixo, uso de cabelo comprido ou médio-longo, lenço atado ao pescoço, etc.
É de notar que o termo stone na Argentina também é utilizado para se referir a qualquer fã dos Rolling Stones, independentemente de pertencerem ou não a esta tribo urbana específica.

## História

### Origem e apogeu
Na década de 1970, no Grande Buenos Aires, alguns fãs argentinos dos Rolling Stones começaram a auto-intitular-se stones em referência à banda. Eram jovens que iam da classe média alta à classe média baixa, sentiam rivalidade com The Beatles (banda que dominava o gosto musical dos roqueiros argentinos da época) e também com os considerados chetos (burgueses), que em alguns casos eram da sua mesma classe social , mas vestiam-se e comportavam-se de forma mais refinada. Muitos destes jovens stones começaram gradualmente a tentar imitar as roupas dos membros dos Rolling Stones, procurando referências através das fotos disponíveis em revistas com temática musical. Note-se que alguns deles eram ou tinham sido hippies e outros não, mas foram igualmente influenciados pela estética desta tribo urbana, da qual incorporaram elementos na sua própria estética ainda não bem definida. Era comum alguns usarem sapatos ou botas de camurça, roupas coloridas, e o uso de jardineiras também se popularizou. Para além de ouvirem os Rolling Stones, estes jovens ouviam também vários artistas de rock and roll, blues e country; e assistiram a recitais na cena local destes géneros musicais. Também se popularizou entre eles uma loja de roupa chamada Little Stone, inaugurada em 1979 em Buenos Aires e que vendia os estilos de roupa que usavam, além de ter sido a primeira a oferecer t-shirts com o logótipo da língua estampado.
Por outro lado, nesta mesma década houve alguns seguidores de alguns artistas argentinos de rock and roll e blues que foram apelidados de firestone ou firestones devido a um cartaz publicitário da empresa homónima que se encontrava então na Rotunda de Llavallol (no cruzamento das estradas provinciais 4 e 205 ), as suas roupas (usavam casacos pretos e correntes decorativamente) e que gostavam de carros e motas. Eram geralmente de classe média baixa (ao contrário de grande parte do público de rock daquela época no país, que tinha uma melhor situação económica), eram agressivos, não gostavam de hippies e ouviam sobretudo hard rock, heavy metal, garage rock, blues rock e blues. Alguns deles tinham em comum com os primeiros protostones o gosto pelos Rolling Stones (banda localmente considerada rebelde por oposição aos Beatles, que eram vistos como dóceis) e certas bandas argentinas como Carolina e Avalancha (ambas underground e com um curto período de actividade), que teve uma influência muito mais marcante do grupo britânico do que os principais artistas de rock argentino naquela época. Desta forma, alguns firestones e stones primitivos começaram a misturar-se nos recitais destes grupos.
O jornalista Alfredo Rosso disse sobre isso:

Avalancha e Carolina tiveram públicos muito diferentes de Spinetta ou La Máquina de Hacer Pájaros. Aí começou a crescer a massa roqueira rollingstoneana. Eram rapazes com o cabelo mais ou menos comprido, pessoas de classe média a média baixa, cervejeiros (…) Também havia mulheres muito estilosas por aí, mulheres que hoje definiriam como rolingas com certeza. Cabelo com franja, t-shirts musculadas, bem do bairro e sexy ao mesmo tempo...

— Alfredo Rosso
Já na década de 1980, o núcleo argentino de fãs dos Rolling Stones cresceu muito devido ao sucesso do álbum Tattoo You de 1981 (e principalmente da música Start Me Up, que também conta com um videoclipe), e também do documentário Let's Spend the Night Together, de 1983. Além disso, nesse mesmo ano em Buenos Aires foi formado Ratones Paranoicos, uma banda de rock and roll fortemente influenciada pela banda britânica e cujo cantor teve também grande influência na definição e divulgação da estética que foi retirada a Mick Jagger e Keith Richards (embora com maior desleixo), mas também com certos elementos seus e dos stones que já existiam desde a década anterior, de quem herdaram o seu nome os novos stones que surgiram pouco depois. Entre estes últimos havia aqueles que até então eram hippies ou os chamados firestones, pelo que também houve influência de ambos os grupos na imagem e atitude (enquanto os antigos hippies contribuíram com o seu estilo boémio, os antigos firestones foram os que acrescentaram o toque proletário, agressivo e de rua). Por outro lado, vários dos stones originais continuaram a auto-intitular-se assim mas sem fazerem parte desta nova tribo urbana homónima, e em certos casos chegaram mesmo a desagradá-la devido à estética mais bagunçada e à atitude briguenta dos seus membros (aspectos que acentuaram-se ao longo dos anos).
Esta nova tribo urbana stone, também conhecida como rollinga ou rolinga, teve um grande impulso com o crescimento de Ratones Paranoicos, já que seu estilo fez com que fossem seguidos por muitos dos novos stones e outros fãs dos Rolling Stones que nos recitais desta banda argentina entraram em contacto com a nova tribo urbana, assim como outra parte do público que passou a assistir à nova banda sem conhecer o contexto ou as influências. Esta última parte do público também conheceu a banda britânica através dos covers tocados e das referências que lhe foram feitas.
Foi assim que os stones ou rolingas, originalmente presentes apenas no aglomerado urbano da Grande Buenos Aires, se popularizaram e se expandiram por todo o país. No campo musical, em poucos anos marcaram presença não só nos recitais de Ratones Paranoicos mas, em menor medida, nos de bandas como Riff, Memphis la Blusera ou Patricio Rey y sus Redonditos de Ricota, para além dos de dezenas de artistas locais efémeros que sempre permaneceram no circuito underground. Ratones Paranoicos, por sua vez, publicara os seus três primeiros álbuns em 1986, 1988 e 1989, aumentando assim a sua popularidade e tendo cada vez mais público para as suas atuações, fazendo com que a subcultura rolinga continuasse a expandir-se.
Por outro lado, no final da década de 1980 surgiram Héróicos Sobrevivientes (1987), Blues Motel (1988) e Viejas Locas (1989), que foram as bandas seguintes a tomar o mesmo rumo dos Ratones Paranoicos por terem uma forte influência dos Rolling Stones tanto musical como esteticamente, fazendo com que uma cena stone se formasse gradualmente. Também por esta mesma altura surgiram bandas que se tornaram famosas na década seguinte, foram geralmente consideradas parte do rock barrial e que, apesar de não terem grande influência da banda britânica (em certos casos até nenhuma), passaram a ter uma presença importante de rolingas no seu público (quer desde o início, quer ao longo do tempo), como Bersuit Vergarabat, La Renga, Divididos, Los Piojos ou Las Pelotas (todos formados em 1988).
Na década de 1990 ocorreram acontecimentos que produziram a massificação dos rolingas. Em 1992, no âmbito do Coca Cola Rock Festival realizado no Estádio José Amalfitani, Keith Richards tocou com a sua banda paralela, The X-Pensive Winos, e Ratones Paranoicos (com Pappo como convidado) foram o primeiro grupo a tocar nessa data. Além disso, esta banda continuou a publicar discos e a fazer aparições nos grandes meios de comunicação (como, no caso da televisão, no programa Ritmo de la noche, que foi um dos mais vistos do país). Nesta altura a presença dos rolingas já era muito notória em locais como escolas secundárias, parques públicos, estádios de futebol (por exemplo com a maioria das barras bravas tendo rolingas entre os seus membros), recitais, discotecas, etc. Nesta década surgiram também um grande número de bandas stone ou rolingas, entre as quais se destacam Guasones, Jóvenes Pordioseros e La 25 (enquanto muitas outras se mantiveram sempre underground); e esta cena passou a ser chamada de rock stone pela imprensa. Muitas bandas do resto do rock barrial também se formaram (enquanto outras consolidaram o seu sucesso).
Em 1995, os Rolling Stones chegaram à Argentina pela primeira vez como parte da Voodoo Lounge Tour, e em 1998 regressaram com a Bridges to Babylon Tour, o que fez com que os rolingas fossem frequentemente o centro das atenções da imprensa (intencional e também casualmente). A juntar a isto, Viejas Locas publicou três álbuns, que fizeram sucesso e foram os primeiros considerados mainstream feitos por uma banda rolinga com uma claro estilo proletário. Nessa altura, os rolingas não foram apenas a maior tribo urbana do país (já há alguns anos), mas tornaram-se os mais representativos da juventude das classes baixa e média baixa urbanas, num contexto de recessão económica que causou uma rápido aumento do desemprego e da pobreza e, como consequência, da criminalidade e do consumo de drogas ilegais (sobretudo entre os jovens).
As chaves para a popularidade rolinga foram a sua estética simples, a identificação (semelhante à de uma equipa de futebol) com a banda britânica e com bandas argentinas semelhantes, e a simplicidade musical destas últimas. Além disso, no seu auge, evidenciou o predomínio da chamada "cultura de bairro" nos espaços artísticos da Argentina ao ter popularizado, a par da sua explosão, outras correntes de origem social semelhante.

### Declive
Na década de 2000, com o aparecimento da tribo urbana dos cumbieros (seguidores da cumbia villera, nascida em 1999), os rolingas começaram a perder peso lentamente.
A cumbia villera teve sucesso e rapidamente se popularizou, principalmente entre o público mais marginalizado e pobre, pelo que começou a deslocar parte dos rolingas entre as novas gerações da classe baixa (houve casos de jovens que originalmente eram rolingas a tornarem-se cumbieros, ou jovens que tinham irmãos mais velhos ou pais rolingas e não seguiram o seu estilo porque já não o tinham como principal referência nos seus bairros).
Mais tarde, um fator considerado como tendo definido a trajetória descendente desta tribo urbana foi o incêndio na discoteca República Cromañón durante um recital de Callejeros, onde 194 pessoas perderam a vida e os membros da banda, entre outros, estiveram envolvidos (banda que foi considerado parte do rock barrial e tinha muitos rolingas entre os seus seguidores apesar de não ter uma sonoridade semelhante à dos Rolling Stones). A partir daí, as novas medidas de segurança e prevenção adotadas pelos governos para os pequenos locais onde as bandas underground costumavam dar recitais também enfraqueceram a adesão do público, uma vez que a organização dos concertos se tornou mais cara, o que por sua vez fez com que o preço dos bilhetes subisse, então o público perdeu o entusiasmo.
Por outro lado, os media começaram a deixar de dar atenção ao rock barrial em geral, portanto deixando assim tqmbém as bandas do rock stone para segundo plano. Nos meios, as tribos urbanas que apareceu na década de 2000 chamaram a atenção, principalmente os cumbieros, os floggers e os emos.
Ao contrário de outras tribos urbanas, como por vezes acontece nos punks, os alicerces dos rolingas não foram construídos sobre uma ideologia política ou sobre a rebeldia, pelo que a sua massividade foi condicionada pelo aparecimento de novas subculturas que atraíram maior atenção. Uma versão do declínio do rock stone, e como sobreviveu desde então, foi explicada por Toti Iglesias, vocalista dos Jóvenes Pordioseros:

A certa altura éramos pitorescos para os media e fartamo-nos de ver quem era mais maluco. Por vários fatores, as bandas de rocanrol não têm lugar e parecem que já foram, mas continuam por aí: não se consegue vê-las, mas elas estão lá.

— Toti Iglesias
A tribo urbana ainda existe, embora já não goze da massividade da segunda metade da década de 1990, mas muitas bandas que imitam visual ou musicalmente os Rolling Stones ainda actuam nos circuitos underground, da mesma forma outras que não são parte do rock stone mas sim do rock barrial. Por outro lado, muitos dos rolingas que persistem já têm mais de 30 ou 40 anos, o que mostra a ausência desta subcultura nas novas gerações.

## Música
Para além dos Rolling Stones, os rolingas ou stones ouvem sobretudo bandas argentinas de rock and roll fortemente influenciadas pelo grupo britânico tanto no som como na estética, razão pela qual a imprensa as agrupou sob o rótulo de rock stone. Destas, destacam-se Ratones Paranoicos, Viejas Locas, Guasones, Jóvenes Pordioseros e La 25; embora existam muitas outras bandas que sempre estiveram na cena underground, como Vodka Doble, La Mocosa, Barrios Bajos, La Colosa, La Covacha, Criatura, La Pulposa, Ojos Locos, Motor Loco, Chicos de Fábrica, Hijos del Oeste, Balas Perdidas, etc.
Ouvem também artistas argentinos um pouco mais afastados da influência dos Rolling Stones, como Los Piojos, Callejeros, Intoxicados, Los Gardelitos, La Renga, Patricio Rey y sus Redonditos de Ricota, Sumo, Pappo, Las Pelotas, Bersuit Vergarabat, La Beriso, Divididos ou Don Osvaldo. Algumas destas bandas (como a maioria das bandas de rock stone) fazem parte de uma corrente mais grande do rock and roll argentino chamada rock barrial (rock de bairro), rock chabón (rock cara) ou rock cabeza (rock cabeça), que se popularizou paralelamente ao apogeu da tribo urbana rolinga, e que também entrou em declínio juntamente com ela na década de 2000.
Em menor escala, também ouvem artistas internacionais de rock and roll para além dos Rolling Stones (como Chuck Berry, Elvis Presley, Creedence Clearwater Revival, The Stooges, AC/DC, Sex Pistols, Tom Petty, Los Rodríguez, etc.) e até mesmo alguns géneros musicais considerados relacionados (por terem sido tocados por importantes bandas de rock and roll), como o blues, o country e o reggae.

## Idiossincrasia
Caracterizam-se por uma atitude desafiadora, desprezo pelas forças de segurança e armadas, uma certa apatia política e um forte sentimento de pertença e lealdade ao seu bairro, ao seu grupo de amigos, aos grupos musicais que ouvem, aos clubes de futebol que apoiam e, até certo ponto, pela Argentina (mostrando um patriotismo moderado que entendem como apoio às bandas de rock and roll que vêem como uma representação cultural autêntica do país -apesar de ser um género musical de origem americana-). Por vezes, utilizam logótipos de bandas que ouvem, ou frases de músicas, em tatuagens e grafitos (este último até foi praticado no passado pelos membros de algumas bandas como forma de se tornarem conhecidos).
Têm certos costumes nos concertos provenientes das torcidas de futebol: o uso de bandeiras (onde têm os seus nomes ou apelidos escritos, o seu local de origem ou os nomes ou logótipos de bandas musicais); a entoação de cânticos (com letras a falar de fanatismo pela banda que seguem ou desprezo por outra banda de que não gostam); e, no passado, a utilização de elementos pirotécnicos como sinalizadores em determinados momentos do espetáculo (esta prática terminou após a tragédia de Cromañón). Este fenómeno começou no final da década de 1980 e foi chamado de futebolização, mas não teve origem no rock stone, mas entre os seguidores de Patricio Rey y sus Redonditos de Ricota (alguns dos quais, da mesma forma, eram rolingas), e depois expandiu-se para o público de muitos outros artistas argentinos de rock and roll (especialmente do rock barrial) e, em menor escala, até mesmo de outros géneros musicais como o cuarteto, a cumbia e o reggae. De um modo geral, foi criticada negativamente pela imprensa, que considerou que contribuía para empobrecer a qualidade musical ao dar um destaque excessivo ao público.
Outro elemento que vem das torcidas de futebol e que também está presente em todos os fãs de rock barrial (e até de algumas bandas de rock and roll que normalmente não são consideradas parte dele), é o culto do aguante (coragem, resistência e bravura), que vêem como uma forma de virilidade e transgressão e que não implica apenas a vontade de lutar e provocar aqueles que consideram rivais (que podem ser polícias, seguranças de concertos, fãs de outras bandas, grupos de jovens de outros bairros ou membros de outras tribos urbanas -o último, no caso específico dos rolingas-), mas também o consumo de narcóticos, a exibição de desenfreio ou agitação nos recitais (cantar e saltar ao ritmo da música) e o facto de suportar adversidades em geral (como ter uma origem social desfavorável).
É comum o consumo de drogas como a canábis, a cocaína e, em menor escala, cola, crack ou comprimidos; e quanto às bebidas alcoólicas, geralmente consomem marcas baratas de cerveja, vinho (como as envasadas em Tetra Brik) e fernet.
Quanto a outras tribos urbanas, durante as décadas de 1980 e 1990 tiveram frequentemente lutas contra punks, metaleiros e skinheads; e em menor grau contra os rude boys, darks, skaters, alternos e hardcore. Os membros destas outras tribos urbanas frequentavam por vezes os mesmos bares e discotecas que os rolingas ou as áreas vizinhas. De um modo geral, os conflitos eram gerados por diferenças estéticas ou musicais (por exemplo, os rolingas atacavam os rude boys por os considerarem chetos -burgueses- por se vestirem elegantemente, e aos darks por os considerarem efeminados também pelas suas roupas e além disso pela utilização de maquilhagem).
Por volta dos anos 2000, eram também geralmente considerados antagónicos de novas tribos urbanas como os emos (que já existiam há alguns anos, mas eram uma novidade na Argentina), os floggers e os turros; mas havia poucas quezílias com eles, pois não frequentavam os mesmos locais e muitas vezes nem sequer tinham a mesma idade, pois estas tribos urbanas que se tornaram moda costumavam ter uma grande maioria de membros adolescentes, enquanto muitos dos rolingas que ainda restavam (porque o declínio desta tribo urbana já tinha começado) tinham mais de 20 ou 30 anos.
Houve também lutas com a polícia por causa das rusgas policiais que eram comuns na Argentina nas décadas de 1980 e 1990, e pelos excessos que por vezes ocorriam antes, durante e depois de alguns concertos (como as brigas e o vandalismo durante os mesmos ou nos arredores de locais onde se realizavam grandes concertos, zonas onde por vezes também ocorriam saques a lojas e furtos comuns).
Por outro lado, houve algumas tribos urbanas particulares com as quais passaram a partilhar determinados espaços e a coexistir sem problemas (por vezes misturando-se em muitos grupos de amigos), como os hippies na década de 1980 por serem The Rolling Stones uma banda ouvida por eles, e partilhar com os rolingas um certo nível de rejeição do consumismo e de valorização da vida simples (sendo ambos os aspetos muito mais aprofundados entre os hippies); e os cumbieros nos anos 2000, porque havia muitas discotecas onde se tocava rock and roll e cumbia e eram frequentadas por membros de ambas as tribos urbanas (havia até bandas de cumbia villera com membros rolingas ou ex-rolingas), além do facto de que muitos deles por vezes vinham dos mesmos bairros e tinham semelhanças no estilo de vida e nos valores (como o orgulho pela resiliência devido a terem uma origem social baixa).